# Vượn cáo nâu Sanford
Vượn cáo nâu Sanford (Eulemur sanfordi) là một loài động vật có vú trong họ Lemuridae, bộ Linh trưởng. Loài này được Archbold mô tả năm 1932.

## Hình ảnh

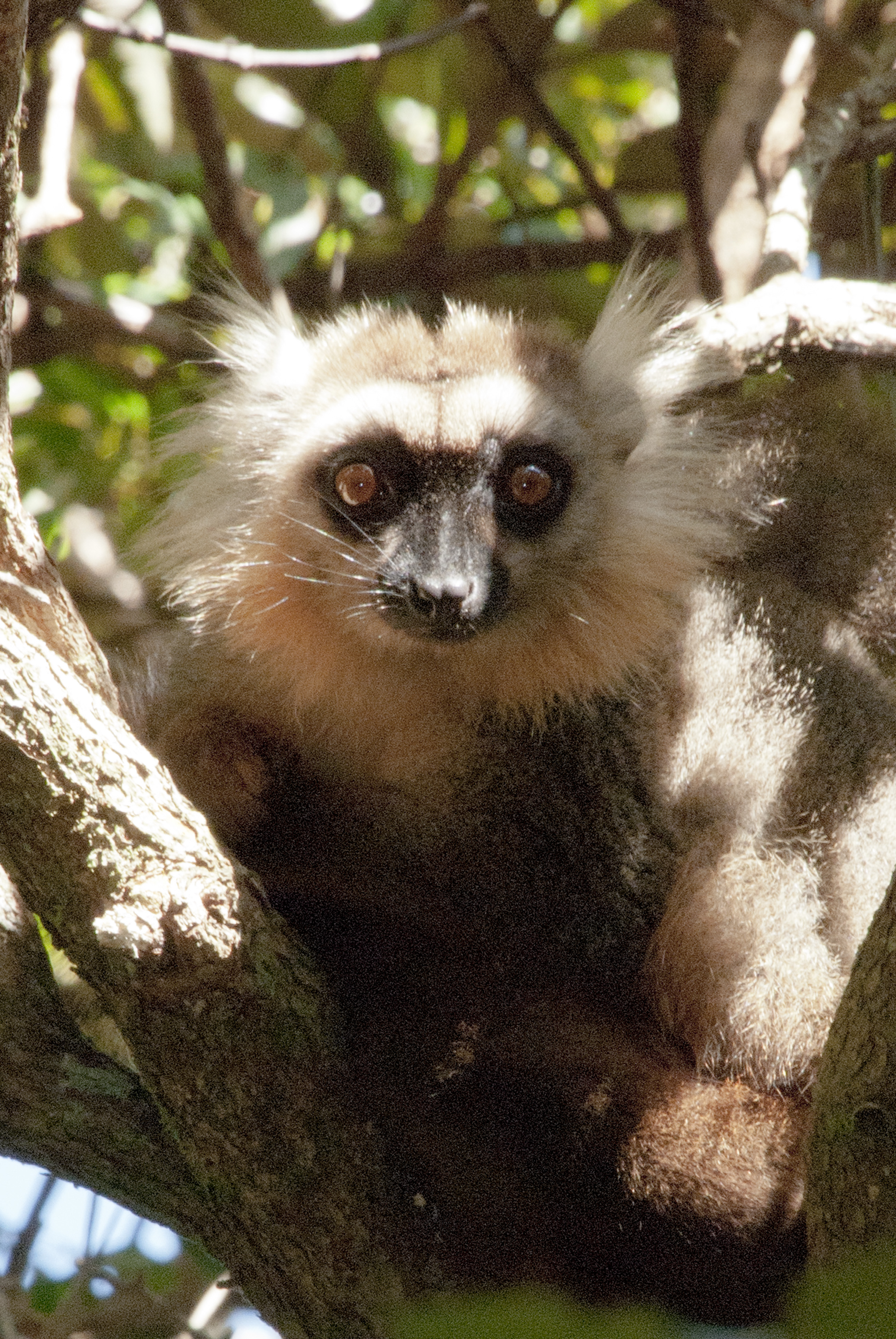
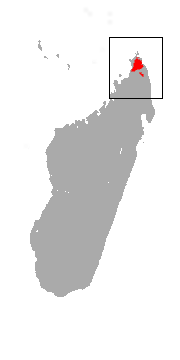
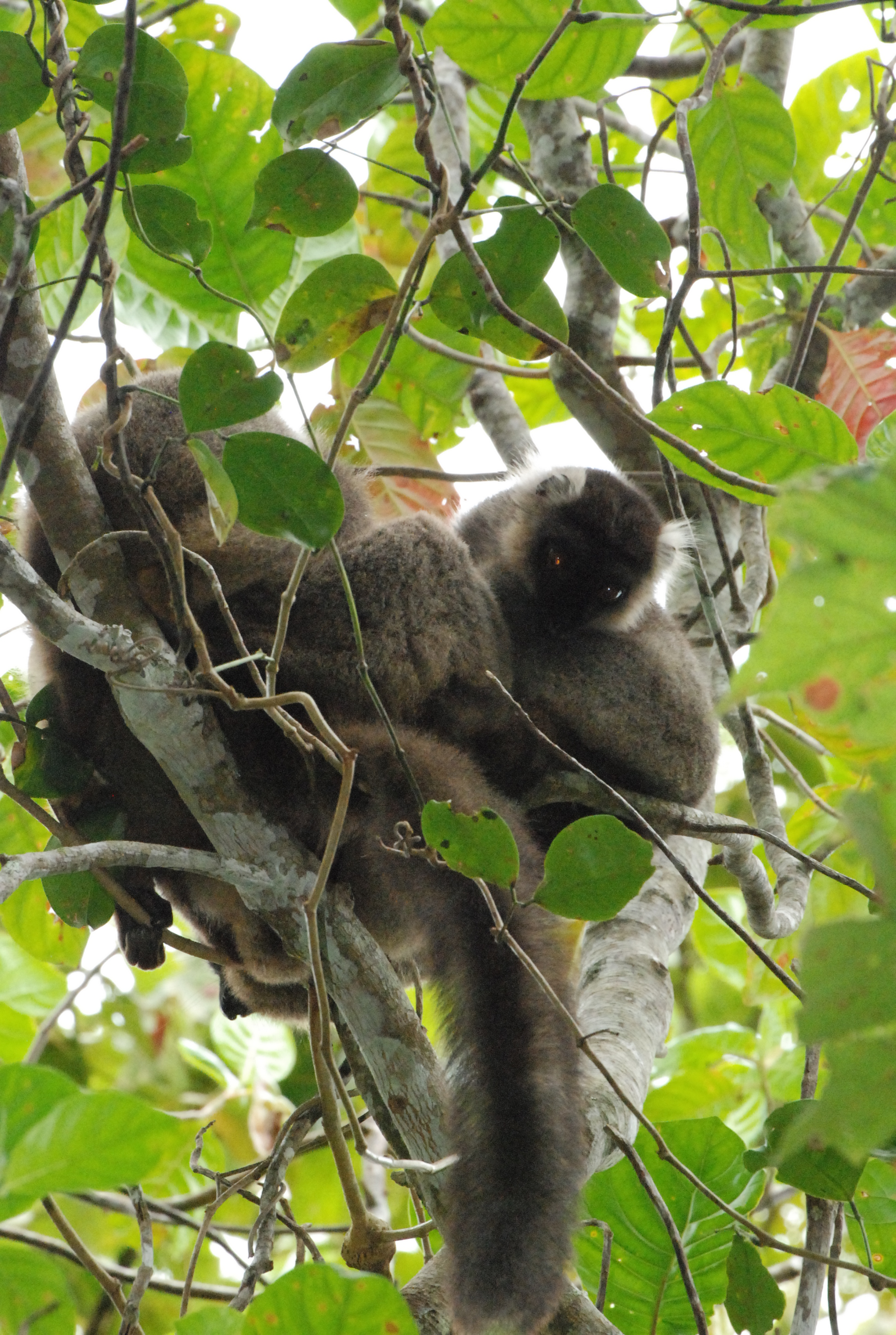
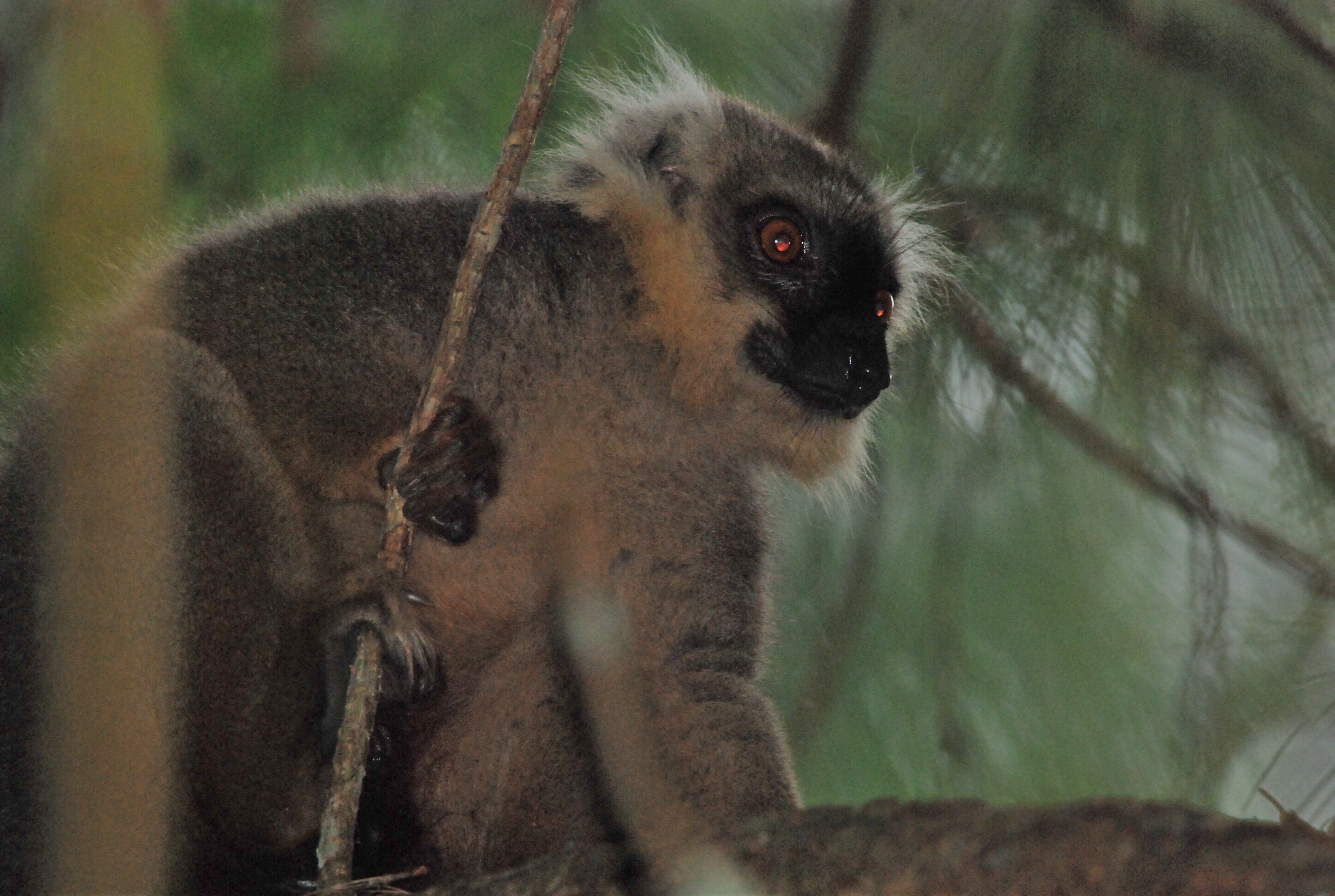